# Senobasis staurophora
Senobasis staurophora är en tvåvingeart som först beskrevs av Ignaz Rudolph Schiner 1868.  Senobasis staurophora ingår i släktet Senobasis och familjen rovflugor.
Artens utbredningsområde är Colombia. Inga underarter finns listade i Catalogue of Life.